# 莫扎格罗尼亚
莫扎格罗尼亚是意大利阿布鲁佐大区基耶蒂省的一个镇，面积为13.71平方公里，平均海拔为223米，人口2237人（2008年）。